# Чипресино (Фиренца)
Чипресино је насеље у Италији у округу Фиренца, региону Тоскана.
Према процени из 2011. у насељу је живело 51 становника. Насеље се налази на надморској висини од 112 м.